# 報道の日
『報道の日』（ほうどうのひ）は、2011年以降の毎年12月下旬にTBSテレビ系列（JNN）で放送されていた報道特別番組。長時間にわたる生放送を基調に制作されているが、放送年によっては、事前に収録されたパートを組み込むことがある。

## 概要
2011年3月11日午後に発生した東日本大震災を中心とした国内外で起きたニュース・スポーツの出来事の振り返りや、東日本大震災の被災地ドキュメントをメインテーマとした長時間報道特別番組として、『報道の日 2011 記憶と記録そして願い』を2011年12月25日 8:00 - 22:54（JST、以下略）に放送（中断ニュースあり）。「東日本大震災を記憶と記録に残す」ための「JNN大震災記録プロジェクト」として位置づけられた。
報道中心の大型特番は1993年から1995年の12月30日・31日に放送した『関口宏の報道30時間テレビ』以来となる。
2012年は12月30日 8:00 - 17:30に放送。1年を振り返るとともに、「テレビ報道60年の歴史」に広げた内容となった。
2013年は12月29日 8:00 - 18:00に放送。
2014年は12月28日 10:00 - 18:00に放送。
2015年 - 2020年は12月30日 11:00 - 17:30に放送。
2021年は12月19日 14:00 - 22:48に放送。
2022年は12月18日 14:00 - 22:48に放送。
2013年までは、『サンデーモーニング』の年末スペシャルも兼ねていたため、12月最終の日曜日に放送されていた。2014年・2024年は同番組レギュラー放送の後に続く形をとった。
2015年 - 2020年と2023年は『サンデーモーニング』から完全に切り離し、放送が12月30日に固定されたため曜日は不定となっていた。
2021年と2022年は、放送が12月の第3日曜日に固定された上で全2部構成となり、第1部は生放送（最終盤に「JNN NEWS」を放送）、第2部は事前収録での放送となった。また第1回から総合司会を務める関口の出演は第1部のみ（最終盤の「JNN NEWS」前に退出）となった。

## 放送日時
単独番組扱いである「ニュース(JNN NEWS)」による中断時間帯を含む。
第1回
- 2011年12月25日 8:00 - 22:54（JST、14時間54分）

第2回
- 2012年12月30日 8:00 - 17:30（JST、9時間30分）

第3回
- 2013年12月29日 8:00 - 18:00（JST、10時間）

第4回
- 2014年12月28日 10:00 - 18:00（JST、8時間）[注 3]

第5回
- 2015年12月30日 11:00 - 17:30（JST、6時間30分）[注 4]

第6回
- 2016年12月30日 11:00 - 17:30（JST、6時間30分）

第7回
- 2017年12月30日 11:00 - 17:30（JST、6時間30分）

第8回
- 2018年12月30日 11:00 - 17:30（JST、6時間30分）[2]

第9回
- 2019年12月30日 11:00 - 17:30（JST、6時間30分）

第10回
- 2020年12月30日 11:00 - 17:30（JST、6時間30分）

第11回
- 2021年12月19日 14:00 - 22:48（JST、8時間48分）[3]

第12回
- 2022年12月18日 14:00 - 22:48（JST、8時間48分）[4]

第13回
- 2023年12月30日 10:00 -　17:30 (JST、7時間30分)

第14回
- 2024年12月29日 9:54 - 16:30（JST、6時間36分）[5]

## 放送内容・出演者

### 第1回『報道の日 2011 記憶と記録そして願い』
全4部構成で放送された。
- 第一部「サンデーモーニング年末スペシャル 3.11と激動の時代」（8:00 - 11:25）
  - 毎年、年末年始に放送される『サンデーモーニング』の特別編。例年どおり、前半は1週間のニュースとスポーツコーナー「週刊 御意見番」、後半を特集とした。
  - 司会：関口宏
  - キャスター：橋谷能理子、唐橋ユミ、滝本沙奈、佐藤渚（TBSテレビアナウンサー）
  - コメンテーター：寺島実郎（日本総合研究所理事長）、田中優子（法政大学教授）、涌井雅之（東京都市大学客員教授）、金子勝（慶應義塾大学教授）、岸井成格（毎日新聞主筆）
  - 「週刊 御意見番」コメンテーター：張本勲、工藤公康
  - ゲスト：辺真一（コリアレポート編集長）、中村桂子（JT生命誌研究館館長）、中村哲（ペシャワール会総院長）

- 第二部「年録〜もうひとつの真実〜」（11:25 - 14:25）
  - 震災以外のニュースを含む2011年の重大ニュースや震災報道の舞台裏を振り返った。
  - 司会：関口宏、膳場貴子（『NEWS23X』メインキャスター）
  - ゲスト：西田敏行、東国原英夫（前宮崎県知事）、大沢あかね、杉尾秀哉（当時TBSテレビ報道局専門記者・解説室長）
  - ナレーター：武田広、涼風真世、綾瀬はるか
  - 11:40 - 11:50 昼ニュース【キャスター：蓮見孝之（TBSアナウンサー）】

- 第三部「3.11映像の記録〜あの日、何があったのか〜」（前半14:25 - 17:20・後半17:40 - 19:25）
  - コーナー開始から18:30までは「テレビ史上初の同時間帯ドキュメント」として、震災当日の映像（取材映像のほか、視聴者から事前に募集した映像）を、出来事が起こった時刻と同じ時間帯になるように放送して検証した。18:30からは「ブラックボックス〜リーダーたちの初動5日間〜」と題し、震災発生直後の首相官邸での対応を再現ドラマや当時の「リーダーたち」であった菅直人・枝野幸男らのインタビューを交えて検証した。
  - 司会：膳場貴子
  - ゲスト：福和伸夫（名古屋大学大学院教授）
  - ナレーター：掛川裕彦、窪田等、湯浅真由美、槇大輔
  - 17:20 - 17:40 夕方ニュース【キャスター：小川知子・蓮見孝之（いずれもTBSテレビアナウンサー）、増田雅昭（気象予報士）】

- 第四部「明日へ…」（19:25 - 22:54）
  - 「様々な立場で震災と闘った人々」を取材したドキュメンタリー。
  - 司会：安住紳一郎（TBSテレビアナウンサー、『情報7days ニュースキャスター』総合司会）
  - ゲスト：中村雅俊、戸羽太（岩手県陸前高田市長）、唐橋ユミ
  - ナレーター：高橋彩、槇大輔、皆口裕子

### 第2回『報道の日 2012』
全3部構成で放送された。なお、ニュースコーナーは前年度と異なり、第二部および第三部から完全に独立する形で放送された。
- 第一部「サンデーモーニング年末スペシャル 〜ニッポンはよみがえるか?」（8:00 - 11:25）
  - 毎年、年末年始に放送される『サンデーモーニング』の特別編。例年どおり、前半は1週間のニュースとスポーツコーナー「週刊 御意見番」、後半（9:40頃 - ）を特集とした。
  - 司会：関口宏
  - キャスター：橋谷能理子、唐橋ユミ、滝本沙奈、水野真裕美（TBSテレビアナウンサー）
  - コメンテーター：寺島実郎、田中優子、涌井雅之、金子勝、岸井成格
  - 「週刊 御意見番」コメンテーター：張本勲、金田正一
  - ゲスト：西辻一真（「舞・ファーム」代表）、西口和雄（NPO法人代表）

- JNNニュース（11:25 - 11:32）
  - キャスター：赤荻歩（TBSアナウンサー）

- 第二部「テレビ60年あの時の真実 〜重大ニュース同時進行ドキュメント〜」（11:32 - 15:56）
  - 「テレビ報道60年」での重大ニュースについて、新たな取材やインタビューを交え、その事件が発生した時刻に紹介した。
  - コーナー冒頭では関口が六本木ヒルズの屋上から中継リポートをした。
  - 司会：関口宏、膳場貴子
  - ゲスト：鳥越俊太郎（ジャーナリスト）、恵俊彰（『ひるおび』総合司会）、八塩圭子（学習院大学特別客員教授）
  - 紹介されたニュース（肩書き・役職・団体名は出来事の起きた当時のもの。すべて日本標準時での発生時刻で表された）

    - アポロ11号月面第一歩（11:56）、北朝鮮総書記・金正日死去の「特別放送」（12:00）
    - 金嬉老事件（12:08）、あさま山荘事件（12:11）、イラク戦争の開戦演説（12:15）
    - 恩賜上野動物園のパンダ誕生（12:27）、田中角栄の中国訪問（12:30）
    - 茨城県つくば市の竜巻被害（12:46）
      - 竜巻被害をはじめ、笹子トンネル事故、ワンダーフェスティバルのエスカレーター事故など、視聴者が撮影したニュースを取り上げた。また、秘蔵映像として横浜米軍機墜落事件も紹介された。

    - 東電OL殺人事件 元被告釈放（12:50頃）
    - 成田空港管制塔占拠事件（13:03）、松井秀喜「連続5敬遠」の試合（13:12）
    - 東大闘争「最後の攻防戦」（13:20）、よど号ハイジャック事件 人質の一部解放（13:25）
    - 美空ひばりの葬儀（13:39）、モナ・リザ 公開のため日本到着（13:45）
    - 韓国大統領・李明博 竹島上陸（14:00）
    - 1964年東京オリンピック 開会式（14:08）
    - 皇太子明仁親王と美智子のご成婚パレード（14:30）
    - 東日本大震災（14:46）
    - 三井三池炭鉱爆発事故（15:12）
    - オウム真理教教祖・松本智津夫に死刑判決（15:14）
    - 西鉄バスジャック事件 対策本部設置（15:30）、東北地方太平洋沖地震による津波が陸前高田市に到達（15:35）
      - 陸前高田市で東日本大震災の取材をしていたジャーナリスト・山本美香を取り上げた。

- 第三部「政界大激変!来年のニッポンは?」（15:56 - 17:10）
  - 司会：関口宏、膳場貴子
  - ゲスト：荻上チキ（ジャーナリスト）
  - 解説：岸井成格

- JNNニュース（17:10 - 17:30）
  - キャスター：長峰由紀・赤荻歩（いずれもTBSテレビアナウンサー）
  - 天気キャスター：増田雅昭

※リアルタイム字幕放送は第二部と第三部において実施された。

### 第3回『報道の日 2013』
全2部構成で放送。この回より全編ステレオ放送を実施。
- 第一部「サンデーモーニング年末スペシャル〜戦争の火種…[注 7]」（8:00 - 11:25）
  - 毎年、年末年始に放送される『サンデーモーニング』の特別編。例年どおり、前半は1週間のニュースとスポーツコーナー「週刊 御意見番」、後半（9:25頃 - ）を特集とした。
  - 司会：関口宏
  - キャスター：橋谷能理子、唐橋ユミ、滝本沙奈、水野真裕美（TBSテレビアナウンサー）
  - コメンテーター：寺島実郎、澤地久枝（ノンフィクション作家）、目加田説子（中央大学教授）、荻上チキ、安田菜津紀（フォトジャーナリスト）、岸井成格
  - 「週刊 御意見番」コメンテーター：張本勲、上原浩治（米大リーグ・ボストンレッドソックス投手）

- JNNニュース（11:25 - 11:35）
  - キャスター：赤荻歩（TBSテレビアナウンサー）

- 第二部「平成四半世紀 激動検証スペクタクル〜すべては元年から始まった〜」（11:35 - 17:40）
  - 「平成元年」に起きていた出来事を中心に、「平成四半世紀」を振り返った。
  - 冒頭では、関口が国会記者会館の屋上から中継を行った。
  - 司会：関口宏、膳場貴子
  - ゲスト：恵俊彰（『ひるおび』総合司会））、中江有里（女優・脚本家）、岸井成格

- JNNニュース（17:40 - 18:00）
  - キャスター：長峰由紀・赤荻歩（いずれもTBSテレビアナウンサー）
  - 天気キャスター：増田雅昭

### 第4回『報道の日 2014』
全2部構成で放送。
- この回では、当日の『サンデーモーニング』は通常どおりの放送となり、本特番から分離された。なお、『サンデーモーニング 新春スペシャル「群衆と戦後70年」』は翌週の2015年1月4日に放送された。
- 第一部「ニッポンの岐路 今につながる重大ニュース“あれから何年”」（10:00 - 16:30、17:20 - 17:40）
  - 2014年に起きた「日本の岐路」になる出来事について、昭和・平成の歴史的な重大ニュースに注目し、原点を振り返った。
  - 「被災地横断の旅 列車とバス 8時間生中継」と題して、福島県・原ノ町駅から岩手県・田野畑駅（当日は下船渡駅から田野畑駅まで生中継）まで、2014年に復旧した三陸鉄道をはじめ、鉄道・BRT・路線バスを乗り継いで、東日本大震災の被災地をリポートする企画を行った。
  - 昼ニュース明けの1964年東京オリンピックの「東洋の魔女」特集では、駒沢オリンピック公園から関口が生中継リポートを行った。
  - 司会：関口宏、膳場貴子
  - 東北縦断中継リポーター：新沼謙治（歌手）、加藤シルビア（TBSテレビアナウンサー）
  - ゲスト：岸井成格、姜尚中（聖学院大学学長・東京大学名誉教授）、恵俊彰（『ひるおび』総合司会）、眞鍋かをり（タレント）、中村アン（モデル・タレント）

- JNNニュース（11:25 - 11:35）
  - キャスター：向井政生（TBSテレビアナウンサー）

- 第二部「安倍政権とニッポンのゆくえ」（16:30 - 17:20）
  - 司会：関口宏、膳場貴子
  - ゲスト：岸井成格、津田大介（ジャーナリスト）、古賀茂明（元経済産業省官僚）
- JNNニュース（17:40 - 18:00）
  - キャスター：伊藤隆太・林みなほ（いずれもTBSテレビアナウンサー）
  - 天気キャスター：増田雅昭（気象予報士）

### 第5回『報道の日 2015 ニッポン・ゼロからの70年』
5回目にして初の単独構成。また、初めて日曜以外の放送となる。
- 司会：関口宏、雨宮塔子（フリーアナウンサー）
- 進行アシスタント：皆川玲奈（TBSテレビアナウンサー）
- ゲスト：恵俊彰（『ひるおび』総合司会）、本上まなみ（女優）、岸井成格
- JNNニュース（11:40 - 11:50）
  - キャスター：蓮見孝之（TBSテレビアナウンサー）
- JNNニュース（17:10 - 17:30）
  - キャスター：蓮見孝之・水野真裕美（いずれもTBSテレビアナウンサー）
  - 天気キャスター：河津真人（気象予報士）

### 第6回『報道の日 2016 世界を揺るがすテロ〜激動のアメリカと日本』
- 司会：関口宏、雨宮塔子（フリーアナウンサー、『NEWS23』メインキャスター）
- 進行アシスタント：皆川玲奈（TBSテレビアナウンサー）
- スペシャルゲスト：小池百合子（東京都知事）
- ゲスト：恵俊彰（『ひるおび』総合司会）、ホラン千秋（女優・タレント）、板橋功（公共政策調査会研究センター長）、岸井成格
- JNNニュース（11:45 - 11:55）
  - キャスター：蓮見孝之（TBSテレビアナウンサー）
- JNNニュース（17:10 - 17:30）
  - キャスター：蓮見孝之・日比麻音子（いずれもTBSテレビアナウンサー）
  - 天気キャスター：片山美紀（気象予報士）

### 第7回『報道の日 2017 激動の"日本×アメリカ×北朝鮮"今そこにある東アジアの危機!』
- 司会：関口宏、雨宮塔子（フリーアナウンサー）
- 進行アシスタント：皆川玲奈（TBSテレビアナウンサー）
- ゲスト：恵俊彰（『ひるおび』総合司会）、ホラン千秋（『Nスタ』平日版のメインキャスター）、平井久志（共同通信 客員論説委員）、中林美恵子（早稲田大学教授）、岡本行夫（外交評論家）
- JNNニュース（11:45 - 11:55）
  - キャスター：品田亮太（TBSテレビアナウンサー）
- JNNニュース（17:10 - 17:30）
  - キャスター：品田亮太・山本恵里伽（いずれもTBSテレビアナウンサー）
  - 天気キャスター：久保井朝美（気象予報士）

### 第8回『報道の日 2018 世界が激変した30年 〜平成のアメリカと日本』
- 司会：関口宏、雨宮塔子（フリーアナウンサー）
- 進行アシスタント：皆川玲奈（TBSテレビアナウンサー）
- ゲスト：恵俊彰（『ひるおび』総合司会）、ホラン千秋（『Nスタ』平日版のメインキャスター）
- 解説：岡本行夫（外交評論家・元内閣官房参与）中林美恵子（早稲田大学教授）
- JNNニュース（11:35 - 11:45）
  - キャスター：良原安美（TBSアナウンサー）
- JNNニュース（17:10 - 17:30）
  - キャスター：長峰由紀・田村真子（いずれもTBSテレビアナウンサー）
  - 気象キャスター：奈良岡希実子（気象予報士）

### 第9回『報道の日 2019 米×中×露 〜激動する世界地図 その時日本は?〜』
- 司会：関口宏、雨宮塔子（フリーアナウンサー）
- 進行アシスタント：皆川玲奈（TBSテレビアナウンサー）
- ゲスト：恵俊彰（『ひるおび』総合司会）、ホラン千秋（『Nスタ』平日版のメインキャスター）、薮中三十二（元・外務事務次官）、中林美恵子（早稲田大学教授）、遠藤誉（筑波大学名誉教授）
- JNNニュース（11:42 - 11:52）
  - キャスター：近藤夏子（TBSテレビアナウンサー）
- JNNニュース（17:10 - 17:30）
  - キャスター：蓮見孝之・近藤夏子（いずれもTBSテレビアナウンサー）
  - 天気キャスター：池田沙耶香（気象予報士）

### 第10回『報道の日 2020 激動の21世紀～ 米中、そして日本』
- 司会：関口宏、雨宮塔子（フリーアナウンサー）
- 進行アシスタント：皆川玲奈（TBSテレビアナウンサー）
- ゲスト：恵俊彰（『ひるおび』総合司会）、ホラン千秋（『Nスタ』平日版のメインキャスター）、
- 解説ゲスト：藪中三十二（元外務事務次官）、中林美恵子（早稲田大学教授）、富坂聰（ジャーナリスト）、北村義浩（日本医科大学特任教授）
- JNNニュース（11時台）
  - キャスター：蓮見孝之（TBSテレビアナウンサー）
- JNNニュース（17:10 - 17:30）
  - キャスター：蓮見孝之・宇賀神メグ（いずれもTBSテレビアナウンサー）
  - 天気キャスター：内藤俊太郎（気象予報士）

### 第11回『報道の日 2021』
全2部構成で放送。第2部は事前収録。
- 第一部「コロナ×五輪×日本～決断の舞台裏に何が～」（14:00 - 18:10）
  - 司会：関口宏
  - キャスター：井上貴博（TBSテレビアナウンサー、『Nスタ』平日版のメインキャスター）、ホラン千秋（『Nスタ』平日版のメインキャスター）、小川彩佳（『news23』メインキャスター）、国山ハセン（TBSテレビアナウンサー、『news23』キャスター）
  - ゲスト：恵俊彰(『ひるおび』総合司会）、高橋みなみ、片山善博（元総務大臣・鳥取県知事）、松本哲哉（国際医療福祉大学主任教授）
- JNNニュース（18:10 - 18:30）
  - キャスター：井上貴博、ホラン千秋、小川彩佳
  - スポーツキャスター：国山ハセン
- 第二部「今夜解禁!極秘メモが語るスクープの真相」（18:30 - 22:48）
  - キャスター：井上貴博（TBSテレビアナウンサー、『Nスタ』平日版のメインキャスター）、ホラン千秋（『Nスタ』平日版のキャスター）、小川彩佳（『news23』メインキャスター）、国山ハセン（TBSテレビアナウンサー、『news23』キャスター）
  - ゲスト：哀川翔、ウエンツ瑛士、伊沢拓司、山之内すず、佐々木成三（元・埼玉県警捜査一課刑事）

### 第12回『報道の日 2022』
2年連続の2部構成で、第2部は事前収録。
- 第1部「“クライシス”新時代～戦争×政治×くらし」（14:00 - 18:15）
  - 司会：関口宏、小川彩佳（フリーアナウンサー、『news23』メインキャスター）、国山ハセン（TBSテレビアナウンサー[注 8]、『news23』キャスター）
  - ゲスト：恵俊彰、加谷珪一（経済評論家）、廣瀬陽子（慶應義塾大学教授）、山崎怜奈
- JNNニュース（18:15 - 18:30）
  - キャスター：小沢光葵・若林有子（いずれもTBSテレビアナウンサー）
- 第2部「今夜解禁!極秘メモが語るスクープの真相」（18:30 - 22:48）
  - 司会：井上貴博（TBSテレビアナウンサー、『Nスタ』平日版のメインキャスター）、ホラン千秋（『Nスタ』平日版のメインキャスター）
  - ゲスト：古坂大魔王、山口もえ、山崎怜奈、佐々木成三（元・埼玉県警捜査一課刑事）

### 第13回『報道の日 2023〜対立する世界〜 戦争×格差×マネー』
全編生放送で、2020年以来3年振りに単独番組として編成。
- 司会：関口宏[注 9]、小川彩佳（フリーアナウンサー、『news23』月 - 木曜日のメインキャスター）
- 情報プレゼンター：日比麻音子（TBSテレビアナウンサー、『Nスタ』月・火・金曜日のメインキャスター）
- ゲスト：恵俊彰（タレント、『ひるおび』メインキャスター）、松村沙友理（タレント）
- JNNニュース（いずれもローカル差し替え枠を終盤に設定）
  - 昼前枠（11:50 - 12:20）：山本恵里伽[注 10]（TBSテレビアナウンサー）
  - 夕方枠（17:10 - 17:30）[注 11]：山本恵里伽、小林雅美（気象予報士）

### 第14回『報道の日 2024 TBSテレビ報道70年～8つの禁断ニュース』
全編生放送で、2014年以来となる『サンデーモーニング』に直結しての放送。また初めて夕方のニュースが本枠内包から切り離された。
- MC：膳場貴子（『サンデーモーニング』メインキャスター）、井上貴博（TBSテレビアナウンサー、『Nスタ』月 - 木曜日のメインキャスター）、中田敦彦（オリエンタルラジオ）
- ゲスト：後藤謙次（政治ジャーナリスト）、浜田敬子（ジャーナリスト）、小泉悠（東京大学先端科学技術研究センター准教授）、井上咲楽（タレント）、石破茂（11時台中盤にスタジオ出演。第102・103代内閣総理大臣、自由民主党総裁）
- JNNニュース（12:08 - 12:18、ローカル差し替え枠を終盤に設定）
  - キャスター：皆川玲奈（TBSテレビアナウンサー）

## 備考
- 『サンデーモーニング』と同様にゲストの氏名テロップに対しては必ず「さん」付けを徹底している。
- 途中、通常の昼と夕方の定時ニュースに替わるニュースコーナーを内包している（キャスターは通常放送と同じ）。夕方に関してはエンディングの後に別番組扱いで編成している。この際全国枠では、2011年は、『JNNニュース』で使われている見出しテロップではなく、夕方の『Nスタ』ベースのデザインで、通常『Nスタ』のロゴが入る球状の部分は「報道の日」と表記・置き換えられ、カラーリングもピンクと白を基調としたものとなった。
  - 2012年以降は『JNNニュース』の見出しテロップのカラーリングをピンクと白に変更し、『報道の日 （年号）』のロゴが付け加えられた。2017年のテロップ変更後は名前テロップが特別仕様であるのと左上に『報道の日 （年号）』のロゴが付け加えた以外は同じ。
  - 系列各局のローカル枠でも見出しテロップあるいは名前テロップを含めた全テロップを、この日だけ『報道の日』仕様に統一している（前者は毎日放送など、後者は中国放送など）。
- 2011年の第三部では、コーナー趣旨から地震発生時の様子や津波の映像が多用された。そのため、視聴者の心理状況に配慮し、映像の冒頭には下部に「地震（津波）による強いストレスを感じたときには無理をせず視聴をお控えください」というテロップが出され、スタジオの膳場からも同様の告知をたびたび行った。

## スタッフ
第14回（2024年）
- スタジオ構成：渡邊健一/田代裕、新貝典子（渡邊・新貝→共に第10回では構成、田代→第14回）
- TM：井下雅美
- TD：井上久徳、山本竜也（山本→第14回）
- VE：富田祐介（第14回）、湊里実
- カメラ：宮下政人
- 音声：山羽稔、鈴木誠司（共に第14回）
- 照明：高木亘
- CG：岩屋朝仁（第14回、第10回ではCGデザイナー）
- 美術プロデューサー：水野谷重謙（第14回）
- 美術デザイナー：西出衣織（第14回）
- 美術ディレクター：宗次宏光（第10回では美術制作）
- 装置：岡野浩典
- 操作：中島史雄（第14回）
- 電飾：八木史絵（第14回）
- LEDモニター︰新井宏保（第14回）
- アクリル装飾︰渡邉卓也（第14回）
- ヘアメイク：桂木智子（第14回）
- 編集：稲葉繁弘、伊藤雄己、村田良介、佐藤正也、石毛豊、片岡未希、清水志純（稲葉・片岡・清水以外→第14回）
- EED：森本仁志
- MA：牧野竜弥（第14回）
- 音響効果：田久保貴昭（第14回）
- 選曲：津崎栄作、矢野弘明、越前屋修、中村勇哉（中村→第14回）
- TK：三浦涼子、木村エリカ
- デスク：町井英洋、加賀加奈子
- 編成：河賢樹、後藤大希（共に第14回）
- 宣伝：井田香帆里、磯谷昌宏（共に第14回）
- 協力
  - JNNワシントン支局（岩田夏弥）、ロイター
  - 明治大学史資料センター、北海道立文書館、一般社団法人 日本原子力産業協会
  - MEDlA NAVI、AP、毎日新聞社、東洋経済新報社、朝日新聞社
  - 共同通信社、アフロ、ゲッティ
  - 小口理仁（SBC)、中島哲平、西野哲史（西野→第10回では制作プロデューサー）
- AD：安次富あこ、河野雪乃、高橋匠、小山久瑠実、栗田愛海、松延壮、加藤璃亜、牧田和葵、中川天（安次富以外→第14回）
- FD：近野裕樹、橋詰拓真、井川翔太（近野→第14回）
- ラインプロデューサー：小松原功一郎（TBSスパークル）
- ディレクター：
  - 岡山美彦、田中優作、中澤オリバー輝、佐藤賢二、青木孝仁、中村悠人、兼井理絵、桝本康平
  - 貴田岡結衣（HBC）、尾藤貴裕（MBS）、伊豆川洋輔（SBS）、浅上旺太郎（RKB）、宮田あやか（CBC）
  - 坂田一実、田勢奈央、久留島かほ里、河渕聡美、光安和紀
- 総合演出︰廣瀬誠（第14回）
- 演出統括：遠藤奏（フィクス、第10回ではチーフディレクター）
- プロデューサー：大八木友之（MBS、第10回ではJNNパリ支局）、小池博（共に第14回）
- 番組プロデューサー：松井智史（第14回、以前はJNN北京支局）
- 制作プロデューサー：西村匡史（第14回）
- 総合プロデューサー：曺琴袖（第14回、第9回では番組プロデューサー、第10回はディレクター）
- 制作：TBSテレビ報道局
- 製作著作：TBS

### 過去のスタッフ
- 構成︰長谷川勉（第10回）
- TD︰早川征典（第10回）
- VE：姫野雅美（第9回）、宮本民雄（第10回）
- 音声：清宮拓（第9回）、和田良介、松本康祐（共に第10回）
- 美術プロデューサー：棚橋浩之（第9回）、齊藤傑（第10回）
- 美術デザイナー：大三島弘女（第9回）、郭洙延、中村嘉邦（共に第10回）
- 美術制作：高山彩佳（第9回）
- 操作：中村友明、小林健（共に第10回）
- 装飾：川原栄一（第10回）
- 電飾：大平絵梨子（第10回）
- 装置：卜部徹夫（第9回）
- 特殊小道具：相蘇敬介（第9回）
- メカシステム：庄子泰広（第10回）
- アクリル装飾：青木剛（第10回）
- 生花装飾：石井信彦（第10回）
- メイク：アーツ（第10回）
- CGプロデューサー：松原貴明（第9回）、八木真一郎（第10回）
- 編集：北林拓朗、市川愛、白井陵、根布谷篤史／福栄臣朗、佐藤宏樹、加藤英人、庄子尚慶、菊池大輔、石橋哲郎
- MA：深澤慎也（第10回）
- 効果：西村喜雄（第10回）
- 編成：太田裕之（第9回）、平田圭、松岡洋太（共に第10回）
- 宣伝：小泉美果（第10回）
- 協力：
  - 新潮社、Aleutian Pribilof Islands Association,Inc、King Cove Corpration、The Jimmy Carter Presidential Library、鄧麗君文教基金会、一橋大学経済研究所
  - JNNモスクワ支局（黒岩亜純、アレクサンドル・クラーギン）、JNNニューヨーク支局（萩原豊、宮本晴代）、JNNロンドン支局（炕場聖治）
  - 池原麻里子、りえ・ココ、任書剣、高野郁子
  - 赤坂グラフィックアート、東通
  - JNN北京支局（延廣耕治郎）、JNN上海支局（森岡紀人）、JNNシドニー通信員（飯島浩樹）、小嶋修一
  - 池原麻里子、りえ・ココ、任書剣、何月華、高野郁子、Silvia Sin
  - 東京慈恵会医科大学 嘉糠洋陸教授
- AD：萩尾仁、小川新、木内愛理、百目鬼奈央、山本勘介／倉田雪那、山野邉雪乃、齋藤優、榊原成海、池村駿太、塩原睦心、木暮眞子、岡部瑶平、宮野三奈／安達睦、王暉、改田望夢、佐々木大輔、伊藤日向子、木田杏樹
- FD：米谷和博
- ディレクター
  - 寺田裕紀、金田悠太郎、土屋洋和、宇佐美幸徳、吉永早織、高橋泰一／守田哲、小竹隼人、樫尾昂、本杉美樹、井出亨／根津千尋、小林麻耶／長谷川岳大、福田玲音、工藤和靖／遠藤愛（HBC）、野崎杏（TUY）、若尾貴史（CBC）、成相宏明（MBS）、繁高主税（RCC）、藤枝秀和（itv）、早瀬川賢也（RKB）／安倍太郎（チューリップテレビ）、伊良波美海子（RBC）／森亮介（MBS）、糸永敦（OBS）／ナギーブ・モスタファ（HBC）、中道陸平（CBC）、黒木秀弥（RKB）、今井憲和（RBC）
- チーフディレクター：土屋淳（TBSビジョン）
- スタジオ演出：中島風、山内尚文（山内→TBSスパークル、第10回）
- プロデューサー：高山裕之（MBS）、匂坂緑里（TBSビジョン）、金冨隆、高橋典代（TBSスパークル）／竹元博文、武石浩明、辻井靖司（MBS）、竹澤英敏（TBSスパークル）
- 番組プロデューサー：嶌暢大
- 総合プロデューサー︰松田崇裕
- 総合演出・制作プロデューサー：谷上栄一（以前は企画・エグゼクティブプロデューサー）
- 制作協力：TBS-V